# MP & Silva
MP & Silva (afkorting voor Media Partners & Silva Limited) is een mediabedrijf dat televisierechten voor sportwedstrijden beheert en verdeelt. Het portfolio bestaat vooral uit voetbal, tennis en motorsport.

## Beschrijving
MP & Silva is een internationaal televisierechtenbedrijf opgericht door  ondernemer Riccardo Silva en dat gevestigd is in Londen en 16 vestigingen telt over de hele wereld. Het beheert uitzendrechten voor sportwedstrijden en verdeelt die wereldwijd aan meer dan 500 televisiezenders.
Het portfolio van MP & Silva bestaat uit het WK voetbal 2014, de Italiaanse Serie A, Engelse Premier League, Spaanse Primera División, Duitse Bundesliga, Franse Ligue 1, Belgische Jupiler Pro League, Amerikaanse Major League Soccer, Braziliaanse Série A, Arsenal, AC Milan TV, verscheidene Aziatische voetbalcompetities, Formule 1, Formule E, Roland Garros, acht ATP Tour 250 tenniskampioenschappen, Champions League volleybal, Italiaanse Serie A1, DTM, World Baseball Classic, NBA, WK basketbal, Spaanse Liga ACB en de Aziatische Spelen.

## Jupiler Pro League
Op 13 februari 2014 bereikte MP & Silva een akkoord van zes jaar over de uitzendrechten van het Belgische voetbal, goed voor zo'n 70 miljoen euro per seizoen.